# Zbigniew T. Kuźnicki
 (juin 2014).
Zbigniew T. Kuźnicki est un physicien polonais spécialiste en électronique des solides ayant travaillé en France (Strasbourg, Paris).

## Biographie
Zbigniew Tadeusz Kuźnicki a effectué ses études à la faculté d’électronique de l’École polytechnique de Varsovie (diplôme d’ingénieur en électronique des solides en 1970). Il a soutenu son doctorat en 1974 à la faculté d’électronique à l’École polytechnique de Wrocław. Il a obtenu le titre de docteur habilité en Pologne en 1985 à l'Institut des problèmes techniques fondamentaux de l’Académie polonaise des sciences (IPPT PAN) et en 1992 une HDR de l'Université Louis-Pasteur de Strasbourg.
Zbigniew T. Kuźnicki a réalisé de nombreux séjours à l’étranger, notamment à l’Institut de physique appliquée de l’École polytechnique de Lausanne (Suisse) et au laboratoire LAAS CNRS de Toulouse (France).
En collaboration avec le Conseil régional d’Alsace, Zbigniew T. Kuźnicki a créé un réseau de collaboration interrégionale dans les domaines universitaire et scientifique entre l’Alsace et la Basse-Silésie. Il est professeur à l'UFR de physique et d'ingénierie et à l'École nationale supérieure de physique de Strasbourg (ENSPS) de l'Université Louis-Pasteur de Strasbourg (aujourd'hui Université de Strasbourg).
Il est de 2012 à 2014, directeur du centre scientifique de la PAN à Paris. Il a obtenu le titre de professeur en Pologne par décret du président de la République en date du 17 juin 2013.
En 2015, il est nommé chevalier de l’Ordre national du Mérite.

## Publications
- voir ici